# Bielica (rejon miński)
Bielica (biał. Беліца, ros. Белица) – wieś na Białorusi, w obwodzie mińskim, w rejonie mińskim, w sielsowiecie Samochwałowicze. W 2009 roku liczyła 81 mieszkańców.